# Ochrocera vaginalis
Ochrocera vaginalis är en tvåvingeart som beskrevs av Townsend 1916. Ochrocera vaginalis ingår i släktet Ochrocera och familjen parasitflugor. Inga underarter finns listade i Catalogue of Life.